# Henri Laame
Henri Laame (n. 31 ianuarie 1891 – d. 21 august 1966) a fost un sportiv ce a reprezentat Belgia, medaliat olimpic. A participat la 2 ediții ale Jocurilor Olimpice (1920, 1928) în care a câștigat o medalie de argint.